# Svitati in divisa
Svitati in divisa (Bakersfield P.D.) è una serie televisiva statunitense in 17 episodi trasmessi per la prima volta nel corso di una sola stagione dal 1993 al 1994.
È una sitcom incentrata sulle vicende professionali del personale nel dipartimento di polizia della città di Bakersfield, in California. Tra i protagonisti: Paul Gigante, detective di origini italiane, Ron Eldard, partner di Gigante, Denny Boyer e Luke Ramirez, due agenti di polizia, il capitano Renny Stiles e il sergente Bill Hampton.

## Personaggi e interpreti
- Detective Wade Preston (17 episodi, 1993-1994), interpretato da Ron Eldard.
- Detective Paul Gigante (17 episodi, 1993-1994), interpretato da Giancarlo Esposito.
- Denny Boyer (17 episodi, 1993-1994), interpretato da Chris Mulkey.
- Luke Ramirez (17 episodi, 1993-1994), interpretato da Tony Plana.
- Sergente Bill Hampton (17 episodi, 1993-1994), interpretato da Brian Doyle-Murray.
- Capitano Renny Stiles (17 episodi, 1993-1994), interpretato da Jack Hallett.

### Guest star
Tra le guest star: John Bishop, Jon Gries, Kathy Kinney, Dan Castellaneta, Melora Walters, Steve Fitchpatrick, Richard Bradford, Cynthia Bond, Shaun Baker, Flora Burke, David Wiley, Laura Innes, Nick D'Egidio, Tom Towles, Diane Delano, Rolanda Molina, Todd Field, Sonia Jackson, Gregory Wolfe, Earl Billings, Make Wakefield, Christopher Michael Moore, Jean Ford, Allan Wasserman, Tim de Zarn, Wendy Gordon, Jenny Gago, Patrick Kilpatrick.

## Produzione
La serie, ideata da Larry Levin, fu prodotta da Rock Island Productions e Touchstone Television. Le musiche furono composte da Joseph Vitarelli e Brave Combo e Mark Mothersbaugh.

### Registi
Tra i registi sono accreditati:
- Ken Kwapis
- Michael Engler
- Bryan Gordon
- Tim Hunter
- Nick Marck

### Sceneggiatori
Tra gli sceneggiatori sono accreditati:
- Larry Levin
- Jeff Nathanson
- Peter Giambalvo
- Richard Dresser
- Stephen Godchaux
- Dennis Klein

## Distribuzione
La serie fu trasmessa negli Stati Uniti dal 14 settembre 1993 al 18 agosto 1994 sulla rete televisiva Fox. In Italia è stata trasmessa con il titolo Svitati in divisa.
Alcune delle uscite internazionali sono state:
- negli Stati Uniti il 14 settembre 1993 (Bakersfield P.D.)
- in Germania il 26 novembre 1996 (Bakersfield P.D.)
- in Francia il 14 maggio 2000 (Bakersfield P.D.)
- in Italia (Svitati in divisa)

## Episodi
| Stagione       | Episodi | Prima TV USA |
| -------------- | ------- | ------------ |
| Prima stagione | 17      | 1993-1994    |